# BKT Superliga
BKT Superliga je najviši razred košarkaškog natjecanja na samostalnom Kosovu.

## Povijest
Natjecanja se održavaju od 1999. godine, a licenciraju ih UNMIK i Vlada Republike Kosova. No, još od 1991. je djelovao osamostaljeni Kosovski košarkaški savez koji je organizirao amaterska košarkaška natjecanja.
Do tada je Kosovo imalo svoju pokrajinsku ligu koja je bila dijelom niželigaških košarkaških natjecanja u bivšoj Jugoslaviji.
Unatoč međunarodnoj izolaciji, na Kosovo su došli igrati poznati košarkaši i klubove im voditi poznati treneri. Tako su na Kosovu bili Davor Pejčinović, William Njoku te treneri Josip Đerđa, Boris Kurtović, Čedomir Perinčić, Vlado Vanjak, Tomislav Bevanda, Željko Ciglar...

## Sudionici prvenstva 2010./2011.
- Bambi Mitrovicë
- Bashkimi Prizren
- K.EuroSporti
- KB Peja
- Sigal Prishtina
- KB Trepça
- Mitrovica
- Kosova (V)

## Prvaci
- 1991. Sigal Prishtina
- 1991./1992. Trepça Mitrovicë
- 1992./1993. Peja
- 1993./1994. Peja
- 1994./1995. Peja
- 1995./1996. Peja
- 1996./1997. Drita
- 1997./1998. natjecanje prekinuto zbog rata na Kosovu
- 1998./1999. natjecanje nije održano zbog rata na Kosovu
- 1999./2000. Trepça Mitrovicë
- 2000./2001. Trepça Mitrovicë
- 2001./2002. Sigal Prishtina
- 2002./2003. Sigal Prishtina
- 2003./2004. Dukagjini Pejë
- 2004./2005. Mabetex Prishtinë
- 2005./2006. Sigal Prishtina
- 2006./2007. Sigal Prishtina
- 2007./2008. Sigal Prishtina
- 2008./2009. Sigal Prishtina
- 2009./2010. Sigal Prishtina
- 2010./2011. Sigal Prishtina

## Vanjske poveznice
- Kosovski košarkaški savez